# Ripple Rock
Ripple Rock är ett rev i Kanada. Det ligger i Strathcona Regional District och provinsen British Columbia.